# Antonio Gómez Cros
Antonio Gómez Cros – hiszpański malarz romantyczny pochodzący z Walencji.
Studiował na Królewskiej Akademii Sztuk Pięknych San Carlos w Walencji i Królewskiej Akademii Sztuk Pięknych św. Ferdynanda w Madrycie, gdzie jego nauczycielem był Vicente López. Specjalizował się w malarstwie religijnym i portrecie. W 1846 roku został nadwornym malarzem Izabeli II. Brał udział w Krajowej Wystawie Sztuk Pięknych zdobywając III medal w 1856 roku za obraz Rzeź niewiniątek i w 1858 roku za Pojmanie Moctezumy. W 1860 roku na tej samej wystawie otrzymał wyróżnienie cum laude.